# Емблема Брунею
Національний Герб Брунею продубльований на прапорі Брунею. Спочатку прийнятий в 1932. Складається з п'яти головних компонентів, до національного герба відповідно до Офіційного вебсайту Уряду відносяться: прапор, королівська парасолька, крило, рука, і півмісяць.
На півмісяці написаний арабською мовою національний девіз: «Завжди на службі під керівництвом Бога». Нижче цього (на стрічці) — з назву націй арабською мовою, звучить як «Бруней-Даруссалам» або «Бруней — земля миру».
Крила символізують захист правосуддя й миру. Нижче їх — півмісяць, що є символом Іслама — національної релігії Брунею. Руки символізують обов'язок уряду захистити людей.